# Гампопа
Ґампопа (тиб. སྒམ་པོ་པ་), Dagpo Rinpoche або Sönam Rinchen (тиб. བསོད་ནམས་རིན་ཆེན་[bsod nams rin chen], 1079—1153) — видатний вчитель тибетського буддизму, автор багатьох авторитетних творів («Дорогоцінна вервечка» і «Дорогоцінна прикраса звільнення»), один з засновників школи каґ'ю. Сонце-схожий учень вчителя Міларепи.(Інший учень, Речунґпа — засновник Shamngpa Kagyu чи Rechung лінії Каг'ю)

## Біографія
Гампопа народився у Ньялі, на сході Тибету в 1079 році. Його батько був чудовим лікарем і передав своєму сину глибоке знання професії. У віці п'ятнадцяти років Гампопа вже добре знався на багаточисельнних тантрах і вважався компетентним лікарем.
У двадцять два роки він одружився, в нього з'явилося двоє дітей — хлопчик та дівчинка. Однак регіон вразила епідемія, і обоє дітей померли. Це дуже сильно вплинуло на Гампопу, особливо коли занедужала його дружина. Попри всі зусилля він не зміг її врятувати, і перед смертю вона попросила його присвятити своє життя дхармі.
Гампопа прийняв посвячення у чернечий сан у віці 26 років, він отримав ім'я Сьонам Рінчен і почав слідувати доктринам Кадампи. Він навчався під керівництвом численних прославлених майстрів і швидко розвинув блискуче розуміння буддійської доктрини. В тридцять два роки він почув розмову декількох жебраків про Джецюна Міларепу і, відчувши себе сповненим відданості, зрозумів, що йому судилося стати учнем цього йогіна.
Гампопа подався на пошуки Міларепи і знайшов його лише після тривалих виснажливих мандрів. Протягом тринадцяти місяців той навчав його безпосередньо доктринам Наропи, зокрема, Йозі Внутрішнього Тепла і усім настановам з Махамудри. Потім Гампопа попрямував у Дагпо, на південному сході провінції У та старанно медитував. Він багато років провів у цьому регіоні у відлюдненні та заснував монастир, який був названий Даглха Гампо. Незабаром у Гампопи з'явилося багато учнів.
Гампопа створив синтез доктрин Кадампи і свого власного осягнення Махамудри та підготував базу для різноманітних аспектів традиції Каг'юпа. Він був чудовим письменником, відомим своєю ясністю і глибокою аналітичною гостротою. Він завжди наголошував на важливості простої подачі доктрини. Більшість знало його як Дагпо Лхадже, Лікаря із Дагпо, хоча більша частина його життя була присвячена швидше зціленню духовному, аніж тілесному. Згідно з деякими тибетськими традиціями, він був втіленням Чандрапрабхакумари, згідно з іншими — втіленням короля Сонгцена Гампо, першого буддійського правителя Тибету.
Чотири головних учні Гампопи (Баром Дхарма Вангчук, Пагдру Дордже Г'ялпо, Шанг Цапа Цонгдру Драг та перший Кармапа — Дюсум Кх'єнпа) створили чотири «великі» гілки Каг'юпи; вісім «менших» підрозділів розвинулися пізніше, три з яких стали доволі значними. У Гампопи було два типи учнів: ті, яких він навчав лише Махамудрі (близько п'ятиста), і ті, хто на додачу отримав повну передачу Ваджраяни (лише п'ять).
Гампопа полишив цей світ в 1153 році у віці сімдесяти чотирьох років після того, як міцно затвердив повчання Каг'юпи.